# Sergio Strizzi
Sergio Strizzi (Roma, 17 luglio 1931 – Roma, 2 dicembre 2004) è stato un fotografo italiano.

## Biografia
Nato a Roma nel 1931, Sergio Strizzi inizia a lavorare fin da giovane come fotoreporter, prima all’agenzia Publifoto di Vincenzo Carrarese e, nel 1950, con Ivo Meldolesi. Nel 1952 Carlo Ponti e Dino De Laurentiis contattano Strizzi per il film Gli 11 moschettieri di Ennio De Concini e Fausto Saraceni, dedicato alla nazionale di calcio campione del mondo nel 1934 e nel 1938; Sergio inizia così la sua carriera nel cinema. Nello stesso anno è fotografo di scena di Totò a colori, film a cui fanno seguito L’oro di Napoli di Vittorio De Sica, Miseria e nobiltà di Mario Mattoli e La donna del fiume di Mario Soldati. Da allora collabora con i maggiori registi italiani quali Michelangelo Antonioni, Alessandro Blasetti, Alberto Lattuada, Mario Monicelli, Elio Petri e Francesco Rosi. Agli inizi degli anni '60 conosce i produttori inglesi Albert R. Broccoli e Harry Saltzman, che lo chiamano a documentare i film della serie 007: A 007, dalla Russia con amore, Si vive solo due volte, Solo per i tuoi occhi, interpretati sia da Sean Connery che da Roger Moore. Successivamente lavora con registi quali Joseph Losey, John Huston, Cy Endfield, Peter Yates, Terence Young e Terry Gilliam. Nel 1978 lavora sul set di Linea di sangue di Terence Young dove conosce Audrey Hepburn. L’attrice lo sceglie come fotografo per un servizio che la rivista Life le dedica per i suoi 50 anni.
Nel 1980 viene chiamato sul set di Fuga per la vittoria di John Huston con Michael Caine, Sylvester Stallone e Pelé. Negli anni '90 Sergio Strizzi lavora con Roberto Benigni ai film La vita è bella e Pinocchio, con Giuseppe Tornatore ne La leggenda del pianista sull'oceano e Malèna, con Ettore Scola (Concorrenza sleale) e Liliana Cavani (Il gioco di Ripley).
Considerato uno dei maggiori fotografi di scena del cinema italiano, durante la sua carriera ha documentato oltre un centinaio di film, compresi i kolossal televisivi Marco Polo di Giuliano Montaldo e Cristoforo Colombo di Alberto Lattuada.
Sergio Strizzi muore a Roma il 2 dicembre 2004.
Nel 2005 il Centro Cinema di Cesena gli dedica una mostra monografica e nel 2016 il festival Photomed realizza una mostra dal titolo: Sur Le Tournage D'Antonioni - Sergio Strizzi.

## Filmografia

### Cinema

#### Anni '50
- Gli undici moschettieri (1952)
- Totò a colori (1952)
- Due notti con Cleopatra (1954)
- Miseria e nobiltà (1954)
- L'oro di Napoli (1954)
- La donna del fiume (1955)
- Totò e Carolina (1955)
- La diga sul pacifico (1956)
- Marisa la civetta (1957)
- Fortunella (1957)
- La tempesta (1958)
- La grande guerra (1959)

#### Anni '60
- Crimen (1960)
- La notte (1961)
- Orazi e Curiazi (1961)
- Il giudizio universale (1961)
- L'eclisse (1962)
- Eva (1962)
- Le mani sulla città (1963)
- Landru (1963)
- Agente 007, dalla Russia con amore (From Russia with Love) (1964)
- Zulù (1964)
- La calda vita (1964)
- Deserto rosso (1964)
- 3 notti d'amore (1964)
- Controsesso (1964)
- Zorba il greco (Alexis Zorba) (1964)
- Casanova '70 (1965)
- Le sabbie del Kalahari (Sands of Kalahari) (1965)
- Funerale a Berlino (Funeral in Berlin) (1966)
- Agente 007 - Si vive solo due volte (You Only Live Twice) (1967)
- Rapina al treno postale (Robbery) (1967)
- Il cervello da un miliardo di dollari (Billion Dollar Brain) (1967)
- La ruota di scorta della signora Blossom (The Bliss of Mrs. Blossom) (1968)
- Buonasera, signora Campbell (Buona Sera, Mrs. Campbell) (1968)
- Dov'è Jack? (Where's Jack?) (1969)

#### Anni '70
- I girasoli (1970)
- L'ultimo avventuriero (The Adventurers) (1970)
- L'ultima valle (The Last Valley) (1971)
- La classe operaia va in paradiso (1971)
- L'assassinio di Trotsky (The Assassination of Trotsky) (1972)
- L'uomo della Mancha (Man of La Mancha) (1972)
- Vogliamo i colonnelli (1973)
- Rappresaglia (1973)
- Lucky Luciano (1973)
- Mussolini ultimo atto (1974)
- Identikit (1974)
- Zorro (1975)
- Cronaca degli anni di brace (Ahdat sanawovach el-djamr) (1975)
- Mahogany (1975)
- La donna della domenica (1975)
- Cadaveri eccellenti (1976)
- Todo Modo (1976)
- Appuntamento con l'oro (Golden Rendevous) (1977)
- Cristo si è fermato a Eboli (1979)
- Linea di sangue (Bloodline) (1979)
- Zombi 2 (1979)
- Black Stallion (The Black Stallion) (1979)

#### Anni '80
- Stark System (1980)
- Tre fratelli (1981)
- Inchon (1981)
- Solo per i tuoi occhi (For Your Eyes Only) (1981)
- Fuga per la vittoria (Victory) (1981)
- Peccati di giovani mogli (1981)
- L'assistente sociale tutto pepe (1981)
- Rih al-raml (1982)
- Mai gridare al lupo (Never Cry Wolf) (1983)
- I paladini - Storia d'armi e d'amori (1983)
- Triplo gioco (The Jigsaw Man) (1983)
- A me mi piace (1985)
- Una spina nel cuore (1986)
- Otello (1986)
- Il ventre dell'architetto (The Belly of an Architect) (1987)
- L'inchiesta (1987)
- I ragazzi di via Panisperna (1988)
- Le avventure del Barone di Munchausen (The Adventures of Baron Munchausen (1988)

#### Anni '90
- Un piede in paradiso (1991)
- Cari fottutissimi amici (1994)
- La vita è bella (1997)
- La leggenda del pianista sull'oceano (1998)
- Il mio West (1998)
- Il mio viaggio in Italia (1999)
- L'amante perduto (1999)

#### Anni 2000
- Canone inverso - Making Love (2000)
- Malèna (2000)
- Concorrenza sleale (2001)
- Il trionfo dell'amore (The Triumph of Love) (2001)
- Heaven (2002)
- Il gioco di Ripley (Ripley's Game) (2002)
- Pinocchio (2002)
- L'esorcista - La genesi (Exorcist: The Beginning) (2004)
- Le seduttrici (A Good Woman) (2004)
- Dominion: Prequel to the Exorcist (2005)
- Raul - Diritto di uccidere (2005)
- Rosso come il cielo (2006)

### Televisione

#### Anni '80
- Marco Polo (1982-1983)
- Cristoforo Colombo (1985-1985)

#### Anni '90
- Detective Extralarge (1991-1993)
- Fantaghirò (1991-1996)
- Mosè (Moses) (1996-1996)
- Sansone e Dalila (Samson and Delilah) (1996)
- Salomone (Solomon) (1997)

## Pubblicazioni
- Sergio Strizzi, Diario dal set 1954 - 2000. Mostra fotografica, Umbertide - Centro dell'Arte Contemporanea, Editore: Provincia di Perugia, Umbertide, (2000)[6]